# آسیه‌خانم دولو
آسیه‌خانم دولو ملکه ایرانی و دختر فتحعلی‌خان قاجار دولو و خواهر امیر خان سردار، از همسران عقدی فتحعلی‌شاه بود و از او سه فرزند داشت: عباس میرزا نایب السلطنه، علیشاه میرزا ظل‌السلطان، و گوهر ملک خانم (مشهور به شاه بی‌بی)، پس از تولد علیشاه ظل‌السلطان در سال ۱۲۱۰ ه‍. ق، آقامحمدخان «جقه الماس شاخه دار تخمه لعل» را برای آسیه‌خانم فرستاد که بر گهواره ظل‌السلطان آویختند. می‌گویند آسیه‌خانم در بعضی از جنگ‌ها با فرزندش عباس میرزا شرکت می‌کرد و در فنون نظامی اظهار نظر می‌کرد و فرمان می‌داد، در هنگام سلام رسمی و اعیاد نیز در ابتدای صف می‌ایستاد و از نظامیان سان می‌دید. آسیه‌خانم در سال ۱۲۳۰ ه‍.ق در گذشت و در عتبات عالیات دفن شد.